# Кокарев Денис Сергійович
Денис Сергійович Кокарев (рос. Денис Сергеевич Кокарев; 17 червня 1985, м. Твер, СРСР) — російський хокеїст, правий нападник. Виступає за «Динамо» (Москва) у Континентальній хокейній лізі. Заслужений майстер спорту Росії (2012).
Вихованець хокейної школи СДЮШОР-2 (Твер). Виступав за ТХК (Твер), ХК МВД, «Динамо» (Москва).
У складі національної збірної Росії учасник чемпіонатів світу 2012 (10 матчів, 1+0). Дебютував у національній збірній 1 квітня 2011 року в товариському матчі зі збірною Білорусі.
Досягнення
- Чемпіон світу (2012)
- Володар кубка Гагаріна (2012, 2013), фіналіст (2010).